# Cantone di Loja
Il cantone di Loja è un cantone dell'Ecuador nella provincia di Loja.
Si trova nella zona sudest della provincia. Ad est confina con il parco nazionale Podocarpus e la provincia di Zamora Chinchipe, a sud con il Perù, e a nordovest con i cantoni di Saraguro, Catamayo, Gonzanama e Quilanga. La città principale è Loja, che è anche il capoluogo di provincia.
Nel cantone di Loja si trova anche la  valle della Longevità, nei pressi del villaggio di Vilcabamba. Tra i luoghi più interessanti si ricordano la cattedrale di El Cisne, l'orto botanico Reynaldo Espinoza (tra i più alti al mondo, a quota 2100 metri), i resti archeologici delle città inca Ciudadela, Quinara, Taranza e Llano Grande.
Le feste locali sono l'8 settembre (Border Integration Fair), il 18 settembre (giorno della provincia), il 18 novembre (indipendenza di Loja) e l'8 dicembre (fondazione di Loja).